# Herpyllobius rotundus
Herpyllobius rotundus is een eenoogkreeftjessoort uit de familie van de Herpyllobiidae. De wetenschappelijke naam van de soort is voor het eerst geldig gepubliceerd in 1976 door Lützen & Jones B..